# Vila Hügel

Ruta del Patrimoni Industrial del Ruhr

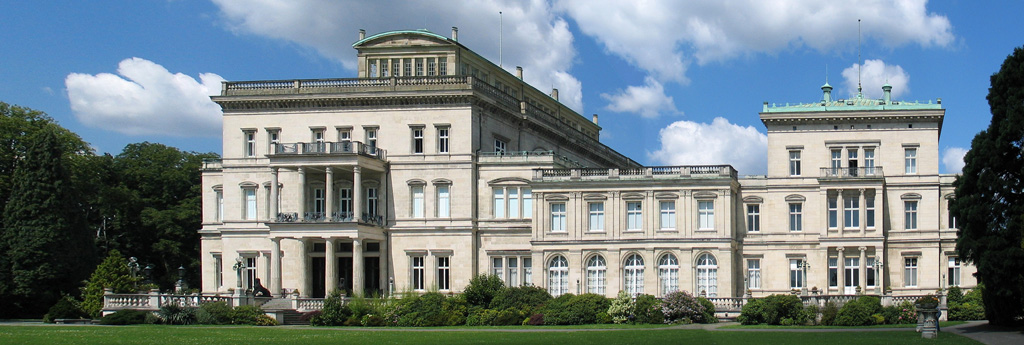
Vila Hügel

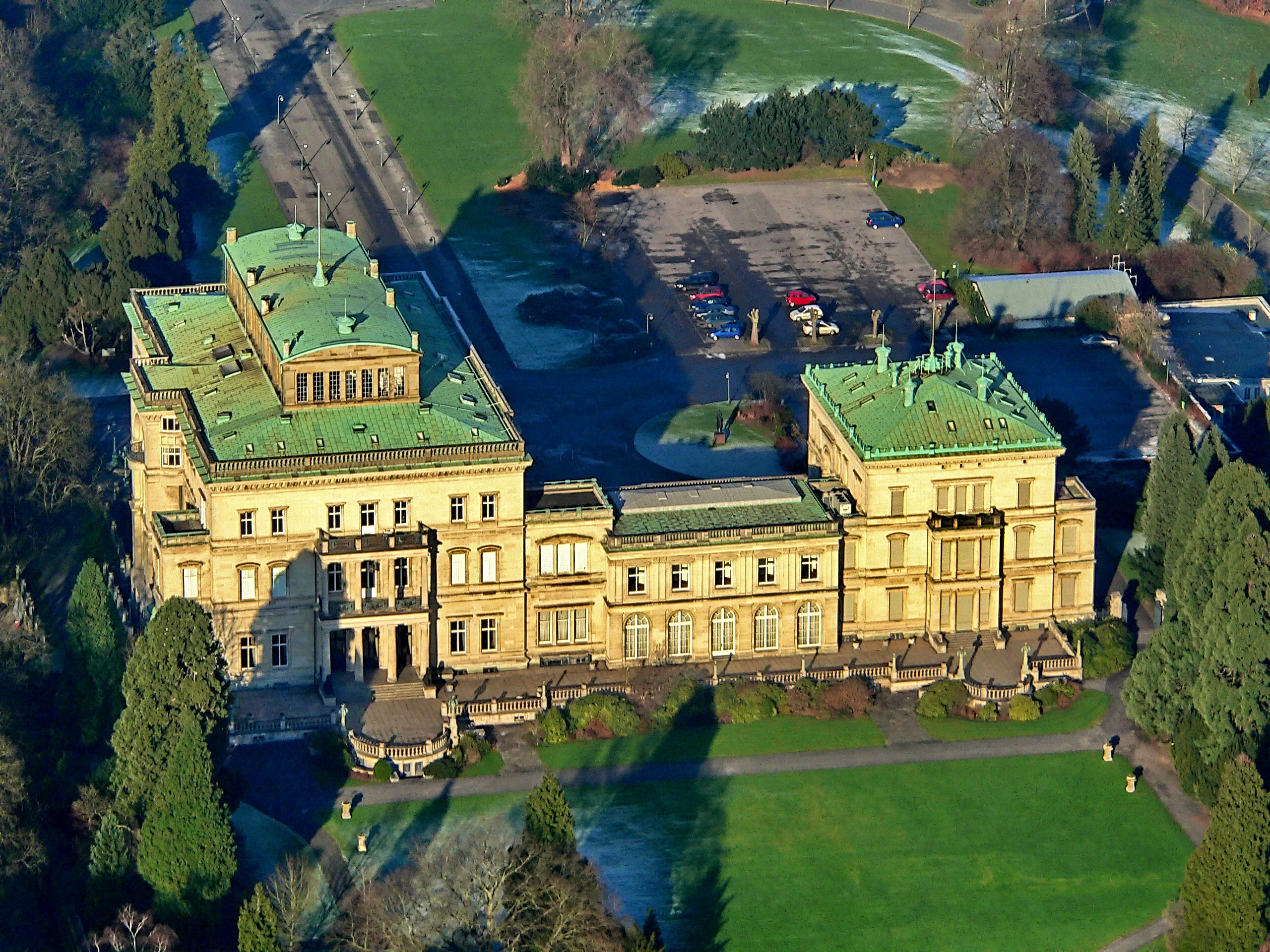
Vila Hügel

La Vila Hügel (en alemany: Villa Hügel) és una mansió a Bredeney (part de la moderna ciutat d'Essen) a Alemanya. Va pertànyer a la família d'industrials Krupp i fou feta construir per Alfred Krupp el 1873 com a residència particular. Més recentment, la Vila Hügel és l'oficina principal de la Fundació Alfried Krupp von Bohlen i Halbach (principal accionista de l'empresa Thyssen-Krupp), i alberga una galeria d'art. L'arxiu de la família Krupp i de la companyia també es troba allà.
Un annex, anomenat la "casa petita" (kleines Haus) a la finca té 60 habitacions i va servir per confinar-hi Alfried Krupp a les acaballes de la Segona Guerra Mundial.
La casa disposa de 259 habitacions i ocupa 8.100 metres quadrats. Es troba en un parc de 28 hectàrees amb vistes al riu Ruhr i a Baldeneysee.